# Aglaia squamulosa
Aglaia squamulosa là một loài thực vật thuộc họ Meliaceae. Loài này có ở Indonesia, Malaysia, và Philippines.